# Zofia Dziurzyńska-Rosińska
Zofia Dziurzyńska-Rosińska (ur. 18 stycznia 1896 w Husiatynie, zm. 6 października 1979 we Wrocławiu) – polska malarka działająca w Poznaniu.

## Życiorys

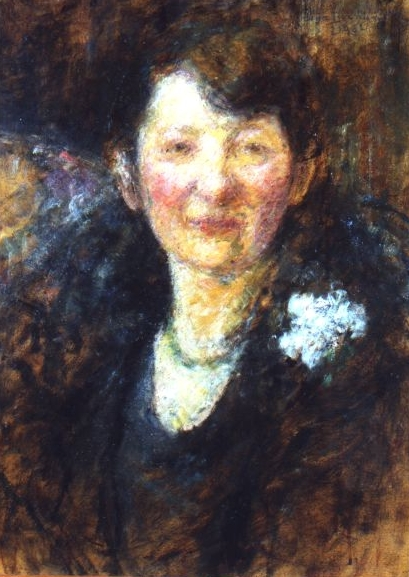
Dziurzyńska-Rosińska na portrecie Olgi Boznańskiej

Była córką Franciszka Dziurzyńskiego i Pauliny z domu Kunachowicz.
Ukończyła Prywatne Gimnazjum Żeńskie im. Zofii Strzałkowskiej we Lwowie. Studiowała na Akademii Sztuk Pięknych we Lwowie, a później w Monachium, Dreźnie, we Włoszech, w Wiedniu i Paryżu. W stolicy Francji pobierała nauki w Akademii Colarossiego oraz w pracowni Olgi Boznańskiej.
Po zakończeniu edukacji zamieszkała na stałe w Poznaniu. W 1916 roku poślubiła ekonomistę Stefana Rosińskiego. W 1925 roku była członkinią-założycielką Grupy Artystów Wielkopolskich „Plastyka”, z którą związana była do 1934. Malowała olejne pejzaże, martwe natury oraz portrety.  W latach międzywojennych eksponowała swoje prace w Salonie Towarzystwa Przyjaciół Sztuk Pięknych w Poznaniu. Wystawiała również w Zachęcie oraz w 1933 w Galerie Art et Artistes Polonais w Paryżu (w tym samym roku miała tam wystawę Boznańska).
Po II wojnie światowej, podczas zebrania konstytucyjnego Związku Zawodowego Polskich Artystów Plastyków Okręgu Poznańskiego 29 czerwca 1945 roku została wybrana członkiem zarządu i skarbnikiem Okręgu ZZPAP. Przekazała swoje prace na loterię na rzecz odbudowy Warszawy zorganizowaną w 1949 roku przez Okręg Poznański Związku Polskich Artystów Plastyków (ZPAP). Brała udział w szeregu wystaw organizowanych przez ZPAP, m.in. w Muzeum Wielkopolskim i Centralnym Biurze Wystaw Artystycznych w Poznaniu. Od 1951 roku współorganizowała w ZPAP w Poznaniu doroczną wystawę prac plastyczek poznańskich z okazji Międzynarodowego Dnia Kobiet.
W listopadzie 1953 roku wraz z innymi plastyczkami poznańskimi: Barbarą Houwalt, Jadwigą Eichlerową, Janiną Kotlińską, Janiną Szczepską, Ireną Zmarzlińską-Dzisiewską, D. Krajewską, A. Kubicz i H. Michałowską współtworzyła Kolektyw 9.
Na otwartej 19 października 1958 wystawie zorganizowanej przez Związek Polskich Artystów Plastyków i Centralne Biuro Wystaw Artystycznych w gmachu Odwachu przy Starym Rynku w Poznaniu, Dziurzyńska-Rosińska pokazała ponad siedemdziesiąt obrazów olejnych, w tym pejzaże, portrety oraz kwiaty. Pozytywną recenzję wystawy opublikował Głos Wielkopolski, konkludując: „Malarstwo tej artystki przepojone jest światłem i słońcem, przestrzenią i oddechem; przecież nawet tak pozornie nieciekawy temat – jak: krany i dźwigi, okręty i barki w morskim porcie, pokazuje artystka jakoś uroczo i lekko”.
Zmarła w 1979 roku. Została pochowana na Cmentarzu na Junikowie w Poznaniu.

## Wybrane wystawy
- Galerie Art et Artistes Polonais w Paryżu, 1933;
- Towarzystwo Przyjaciół Sztuk Pięknych w Poznaniu, 1936[11];
- Towarzystwo Zachęty Sztuk Pięknych w Warszawie, 1936[12];

- I Wystawa Okręgu Poznańskiego Związku Zawodowego Polskich Artystów Plastyków, Muzeum Wielkopolskie w Poznaniu, 1945[13];
- „Wystawa Gwiazdkowa” Plastyków Poznańskich ze Związku Zawodowego Polskich Artystów Plastyków, Muzeum Wielkopolskie w Poznaniu, 1945[14];
- Wiosenna Wystawa Sztuk Plastycznych Związku Zawodowego Polskich Artystów Plastyków, Muzeum Wielkopolskie w Poznaniu, 1946[15];
- Wystawa Związku Zawodowego Polskich Artystów Plastyków Okręgu Poznańskiego, Pomorski Dom Sztuki w Bydgoszczy, 1946[16];
- Wystawa Poznańskich Plastyków, Związek Zawodowy Polskich Artystów Plastyków, salon przy Al. Marcinkowskiego 28 w Poznaniu, 1946[17];
- „Wystawa Gwiazdkowa” Okręgu Poznańskiego Związku Polskich Artystów Plastyków, Muzeum Wielkopolskie w Poznaniu, 1946[18];
- III Ogólnopolski Salon Malarstwa, Rzeźby i Grafiki towarzyszący Międzynarodowym Targom Poznańskim, zorganizowanym po raz pierwszy od zakończenia II wojny światowej, Pałac Targowy w Poznaniu, 1947[19];
- Doroczna „Wystawa Gwiazdkowa” Związku Polskich Artystów Plastyków Okręgu Poznańskiego, Poznań, 1947[20];
- Wystawa  Plastyków Poznańskich, Związek Polskich Artystów Plastyków we Wrocławiu, 1948[21];
- Wystawa Plastyków Poznańskich z okazji Międzynarodowych Targów Poznańskich, Związek Polskich Artystów Plastyków w Poznaniu, 1948[22];
- YMCA, wystawa wraz ze Stanisławem Bogusławskim i Zygfrydem Wieczorkiem, Poznań, 1948[23];
- Doroczna wystawa artystów plastyków Okręgu Poznańskiego Związku Polskich Artystów Plastyków, Związek Polskich Artystów Plastyków w Poznaniu, 1948[24];
- Wystawa malarstwa, grafiki i rzeźby plastyków poznańskich, Pomorski Dom Sztuki w Bydgoszczy, 1949[25];
- Ogólnopolska Wystawa o Tematyce Morskiej, w ramach II Festiwalu Plastyki, Pawilony Międzynarodowych Targów Gdańskich, Sopot, potem także Katowice, 1949[26];
- Objazdowa Wystawa Prac Poznańskich Plastyków zorganizowana przez Wydział Oświaty, Kultury i Sztuki Zarządu Miejskiego; Poznań – Świetlica Zakładów Cegielskiego; Antoninek, Główna, Junikowo-Kotowo, Starołęka, Lubań-Wronki, 1949[27];
- Wystawa prac artystów z Okręgu Poznańskiego Związku Polskich Artystów Plastyków, Dom Plastyków w Krakowie, 1949[28];
- Doroczna wystawa prac członków Związku Polskich Artystów Plastyków Okręgu Poznańskiego, Spółdzielnia Pracy Związków Polskich Artystów Plastyków w Łodzi, 1951[29];
- Wystawa prac kobiet plastyczek zorganizowana z okazji Międzynarodowego Dnia Kobiet, Związek Polskich Artystów Plastyków w Poznaniu, 1951[6];
- Świat pracy w plastyce, Centralne Biuro Wystaw Artystycznych w Poznaniu, 1951[30];
- Wielkopolska w plastyce, Centralne Biuro Wystaw Artystycznych w Poznaniu, wystawa objazdowa: Wolsztyn, Czacz, Leszno, Długie Stare, Nowy Tomyśl, Buk, Międzychód, Wieluń, Piła, Chodzież, Gorzów, 1951[31];
- Wystawa plastyki członkiń Związku Polskich Artystów Plastyków oddział w Poznaniu zorganizowana z okazji Międzynarodowego Dnia Kobiet, 1952[32];
- Świat pracy w plastyce, Muzeum Regionalne w Zielonej Górze, 1952[33];
- Doroczna Wystawa Związku Polskich Artystów Plastyków Okręgu Poznańskiego, Centralne Biuro Wystaw Artystycznych w Poznaniu, 1952[34];
- Doroczna wystawa jesienna prac członków Związku Polskich Artystów Plastyków Okręgu Poznańskiego, Centralne Biuro Wystaw Artystycznych w Poznaniu, 1952[35];
- Wystawa okolicznościowa prac plastyków zrzeszonych w Okręgu Poznańskim Związku Polskich Artystów Plastyków przy współpracy z CBWA w Poznaniu, Muzeum Ziemi Lubuskiej w Zielonej Górze, 1952[36];
- III Wystawa Prac Poznańskich Plastyczek z okazji Dnia Kobiet, Związek Polski Artystów Plastyków w Poznaniu, 1953[37];
- II Wystawa Rysunków Związku Polskich Artystów Plastyków Okręgu Poznańskiego, Centralne Biuro Wystaw Artystycznych w Poznaniu, 1953[38];
- Indywidualna wystawa malarstwa, Centralne Biuro Wystaw Artystycznych w Poznaniu, 1958[8][9].

## Odniesienia w kulturze
W zbiorach Muzeum Pomorza Środkowego w Słupsku znajduje się portret Dziurzyńskiej-Rosińskiej autorstwa Olgi Boznańskiej z 1932 roku.